# Sonotetranychus albiflorae
Sonotetranychus albiflorae är en spindeldjursart som först beskrevs av James P. Tuttle och Baker 1968.  Sonotetranychus albiflorae ingår i släktet Sonotetranychus och familjen Tetranychidae. Inga underarter finns listade i Catalogue of Life.